# Sedm dní
Sedm dní (v anglickém originále Seven Days) je americký sci-fi televizní seriál, jehož autory jsou Christopher Crowe a Zachary Crowe. Premiérově byl vysílán v letech 1998–2001 na stanici UPN. Celkově bylo natočeno 66 dílů rozdělených do tří řad.

## Příběh
Tajný projekt NSA umístěný kdesi v nevadské poušti zahrnuje stroj času, který sestavili odborníci na základě mimozemské technologie nalezené u Roswellu. Bývalý člen Navy SEALs a bývalý agent CIA Frank Parker se tak může vydávat do minulosti, aby zabránil útokům, katastrofám a neštěstím, které ohrožují národní bezpečnost USA. Zařízení však dokáže přenést časem pouze jediného člověka, a to o sedm dní zpět.

## Obsazení
- Jonathan LaPaglia jako poručík Frank Parker
- Don Franklin jako kapitán Craig Donovan
- Norman Lloyd jako doktor Isaac Mentnor (1.–2. řada, jako host ve 3. řadě)
- Justina Vail jako doktorka Olga Vukavičová (v originále Vukavitch)
- Nick Searcy jako agent Nathan Ramsey
- Sam Whipple jako doktor John Ballard (1.–2. řada, jako host ve 3. řadě)
- Alan Scarfe jako doktor Bradley Talmadge
- Kevin Christy jako Andrew „Hooter“ Owsley (3. řada)

## Vysílání
| Řada | Díly | Premiéra v USA | Premiéra v USA  | Premiéra v ČR      | Premiéra v ČR     |
| Řada | Díly | První díl      | Poslední díl    | První díl          | Poslední díl      |
| ---- | ---- | -------------- | --------------- | ------------------ | ----------------- |
| 1    | 21   | 7. října 1998  | 26. května 1999 | 28. září 2000      | 13. prosince 2000 |
| 2    | 23   | 29. září 1999  | 24. května 2000 | 19. listopadu 2015 | 21. prosince 2015 |
| 3    | 22   | 11. října 2000 | 29. května 2001 | nebylo vysíláno    | nebylo vysíláno   |